# 야마하 XG

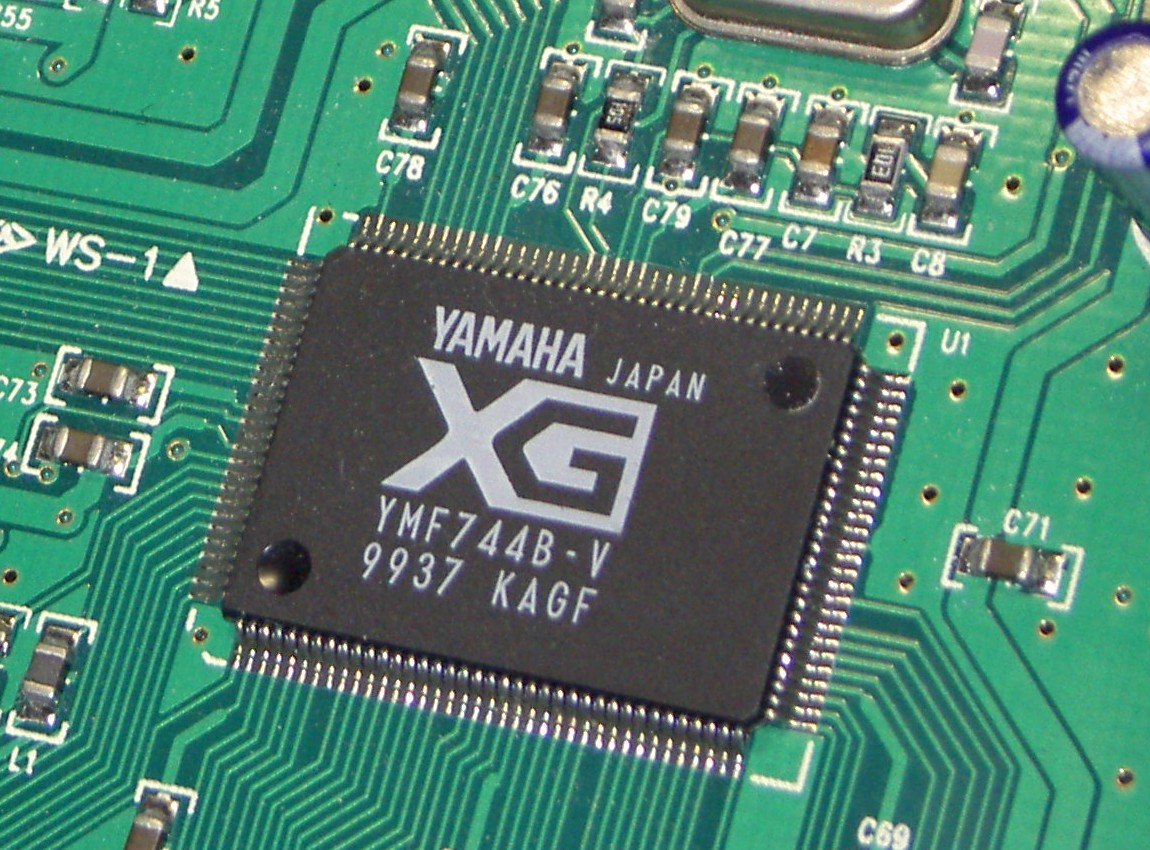
야마하 YMF744B-V XG 칩

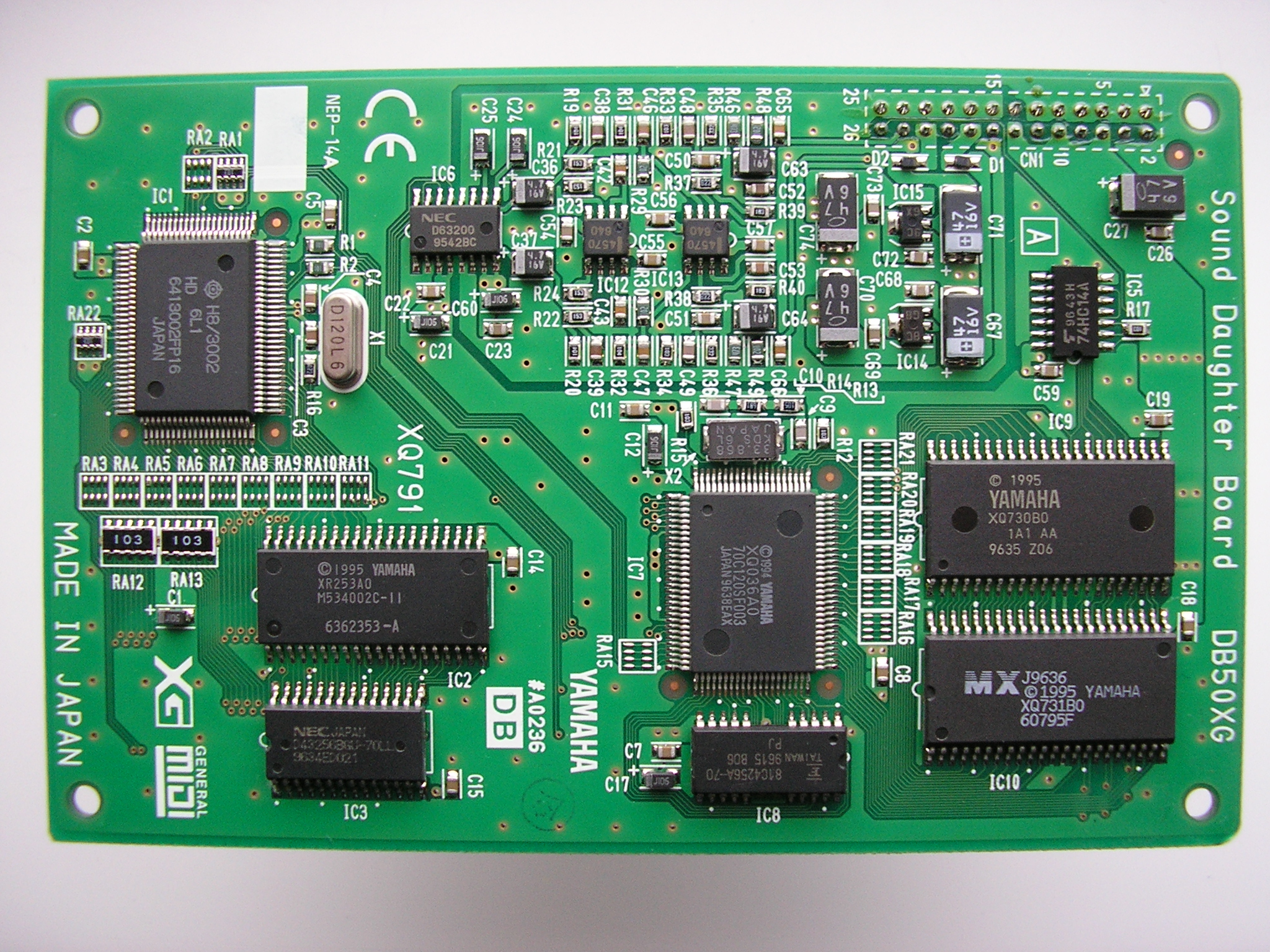
야마하 DB50XG 도터보드

야마하 XG(Yamaha XG, EXtended General MIDI, 확장 일반 MIDI)는 야마하가 만든 일반 MIDI 표준의 확장이다. 이는 롤랜드 GS 표준과 목적이 유사하다.

## 특징
일반 MIDI에 비해 XG는 추가 11개의 드럼 키트를 포함하여 사용 가능한 악기 수를 128개에서 480개로 늘림으로써 인기를 얻었으며 작곡가가 작곡에서 더 섬세하고 사실감을 달성하기 위해 사용할 수 있는 대규모 표준 컨트롤러 및 매개변수 세트를 도입했다. XG에는 지원되는 16개의 MIDI 채널을 통해 공유되는 32/64음표 다성음악 기능을 제공하는 신디사이저도 있다. XG는 복잡한 코드를 형성하는 다양한 사운드를 갖추고 있으며 선택할 수 있는 다양한 저음 신디사이저 사운드를 생성한다.
"XGlite"로 알려진 하위 세트는 PSR/PortaTone 라인과 같은 야마하의 저가형 전자 키보드 제품 대부분에 탑재되어 있다. 361개의 악기 세트(일부 모델의 경우 381개)가 줄어들고 효과 매개변수와 컨트롤러가 크게 단순화되었다.

## 같이 보기
- MIDI 표준 비교